# ルーク・スカイウォーカー
ルーク・スカイウォーカー（Luke Skywalker）は、アメリカ合衆国のSF映画『スター・ウォーズ』シリーズに登場する架空の人物。「エピソード4〜6」の主人公。エピソード7、8、9にも登場する。

## 概要
青年に成長してからジェダイの騎士になった珍しい経歴のジェダイである。強力なフォースの使い手であり、強大な戦闘力を持つ。ライトセーバーを初めて扱った日からわずか数年でジャバ・ザ・ハットが組織するマフィアをほぼ単身の戦闘力で壊滅させ、実父であるダース・ベイダーと同等に剣を交えるなど長いジェダイの歴史の中で最も短期間で成長した人物である。またダース・ベイダーに「皇帝（ダース・シディアス）すら倒せる」と言わしめるほどの高い潜在能力を秘めるが、皇帝との戦闘では襲いかかったことはあるがルーク自身が皇帝を滅ぼすことはせずに拒絶に憤った皇帝の攻撃をなす術なく一方的に浴びせられた。
ジェダイになる前は反乱同盟軍の兵士であり、フォースによる優れた空間認識能力や父親譲りのパイロットの素質を活用しながら数々の戦闘で活躍しており、ホスの戦いでは新たに編成されたローグ中隊のリーダーでもあった。
師匠はオビ＝ワン・ケノービとヨーダ。父は後のシスの暗黒卿ダース・ベイダーであるアナキン・スカイウォーカー。
ルークは幼少時代を奴隷として生活した父アナキンとは異なり、普通の家庭において、善良な養父母に育てられたごく普通の一般庶民である家庭環境の子供であるため、純粋無垢な気質で性格は父親よりも温和である。また師であるオビ＝ワンとヨーダからは父と同じ轍を踏まないようにと強力なバックアップを受け、レイア・オーガナ、ハン・ソロ、チューバッカ、ランド・カルリジアン、ビッグス・ダークライターなどの多くの友人や仲間、善良な家族の助けもあり心が負の感情に支配されることは無かった。
衣装の色が物語が進むごとに白（エピソード4/新たなる希望） → 灰色（エピソード5/スター・ウォーズ エピソード5/帝国の逆襲） → 黒（エピソード6/スター・ウォーズ エピソード6/ジェダイの帰還）へと変わっていく。これは“ルークが徐々にフォースの暗黒面に近づいている”ということを暗示している。なお父であるアナキン・スカイウォーカーも白（エピソード1/スター・ウォーズ エピソード1/ファントム・メナス） → 茶色（エピソード2/スター・ウォーズ エピソード2/クローンの攻撃） → 黒（エピソード3/スター・ウォーズ エピソード3/シスの復讐）へと徐々に暗い色へと変化している。しかし結果は上記の通り皇帝の誘惑に屈した父親とは対照的に暗黒面に転落することはなく、父親を暗黒面の呪縛から解放することにも成功した。
ジェダイの騎士はブラスターを積極的に使うべきではない無粋な武器としており、オビ＝ワン・ケノービもブラスターを「野蛮な武器」と評していたがルークは反乱軍兵士であり、またこの時はジェダイ騎士団の正規の訓練を受けていないこともありブラスターを使うことに抵抗がなかったようでライトセーバーと共に携行していた。だが雲の惑星ベスピンにあるクラウド・シティでのダース・ベイダーとの敗戦後、オビ＝ワンの家に潜伏して書物を漁りジェダイの修行に打ち込み騎士として成長を遂げた後は戦況に応じて敵のブラスターを奪って利用することはあってもルーク自身がブラスターを携行することはなくなった。また『帝国の逆襲』では爆弾を用いた。
名前の「ルーク（Luke）」は監督のジョージ・ルーカス自身の愛称に因む。また企画段階での名前は「ルーク・スターキラー（Luke Starkiller）」であり、これは後にゲーム『スター・ウォーズ フォース アンリーシュド』の主人公・スターキラーや、『スター・ウォーズ/フォースの覚醒』に登場する「スターキラー基地（Starkiller Base）」の名前の由来となった。この他にもスター・ウォーズには多くの「スターキラー」が存在する。

## 経歴

### エピソード3/シスの復讐
アナキン・スカイウォーカー（ダース・ベイダー）とパドメ・アミダラの息子であり、辺境の惑星ポリス・マサでレイア・オーガナと共に双子として生まれる。「ルーク」の名は生まれたその瞬間に母が名づけたものである。ジェダイ抹殺を企てる銀河皇帝パルパティーンの目を逃れるために誕生後すぐオビ＝ワン・ケノービによって砂漠の惑星タトゥイーンに住む父の親戚筋に当たるラーズ夫妻に預けられて育てられた（正確には父方の祖母が奴隷から解放された後に結婚した父の義父の家族であり、ルークとは血縁関係はない）。なおパドメは誕生したルークとレイアを見届けた直後に死亡している。
ルークは自分に双子の妹がいることも父親が銀河帝国軍を率いるダース・ベイダーであることも知らずに育った。ベン・ケノービ（オビ＝ワン・ケノービ）からは自分の父親はベイダーに殺されたと聞かされていた。ヨーダの指示でオビ＝ワン・ケノービはタトゥイーンに潜伏しつつ銀河の最後の希望であるルークの成長を見守った。

### エピソード4/新たなる希望
砂漠の惑星 タトゥイーンにて、叔父が営む水農場で働く傍ら、機械いじりとランドスピーダー（ソロスーブ社製X-34）やインコム社製エアスピーダー「T-16 スカイホッパー」の操縦が得意な若者に成長した。『エピソード4』の初期稿では、ルークはタトゥイーンに友人はいるものの、「ワーミー（芋虫）」などというあだ名をつけられるいじめられっこ（後に反乱軍の基地で再会するビッグス・ダークライターは良き親友であることは変わらない）であり、実際に撮影もされていた。冒頭の約20分間に主人公のルークが出ないことへ配給会社側からの注文を受けて、純朴な少年の成長をより強調した内容だったが、監督のジョージ・ルーカスは当初から使う気は全く無かったという。友人の多くが田舎であるタトゥイーンを出て行く中で年相応の焦りも感じており、ルークも憧れの宇宙戦闘機パイロットになるべく、アカデミー（帝国士官学校）への留学を希望していた。これは帝国に入りたい訳ではなく、憧れる親友ビッグスと同じく、帝国士官学校で戦闘技術を学んだ後で反乱同盟軍へと参加しようという考えからであった。しかし、収穫に人手が要るからなど様々な口実を毎年作ってはルークを引き止めるオーウェン・ラーズと、ルークの戦乱に巻き込まれる運命を心配するベルー・ホワイトスンによって、不本意ながらも彼はタトゥイーンに留まっていた。ある時、オーウェンが農作業用にと廃品回収を生業とするジャワ族から購入した2体のドロイド（C-3POとR2-D2）をルークが整備していると、R2の中の映像データに「オビ＝ワン・ケノービ」へのメッセージが入っているのを見つける。ルークが叔父のオーウェンに「オビ＝ワン・ケノービとは郊外に住む老人ベン・ケノービのことでは?」と尋ねると、オーウェンは「オビ＝ワンはルークの父親と同じ時期に死んだ」と言い、それ以上は語ろうとしなかった。
その夜、R2はメッセージを届けるため単身ラーズ家を脱走し、翌朝、追いかけたルークと3POがR2を発見するが、砂漠の盗賊サンドピープルの襲撃に遭う。気を失ったルークを助けたのはベン・ケノービだった。ルークがオビ＝ワン・ケノービについて尋ねると、ベンは自分がオビ＝ワンだと伝え、ルークを家に招く。
オビ＝ワンは、自分がルークの父親と同じジェダイの騎士であることや、かつて自分の弟子だったダース・ベイダーが銀河帝国へ寝返り、ルークの父を含む多くのジェダイが殺されたことを語り、その父親が遺した物というライトセーバーをルークに渡した。R2からのメッセージは、「レイアがR2に入力したデス・スターの設計図を、オルデランにいるレイアの父ベイル・オーガナへ届けて欲しい」というものだった。オビ＝ワンは、一緒にオルデランへ行き、反乱同盟軍に加わるようルークを誘う。だがルークは帝国は憎い気持ちはあるが、叔父が許してくれるはずがないと断り、オビ＝ワンを宇宙港のあるアンカーヘッドの街まで送ろうとした。だがその道中、ルーク達にドロイドを売りにきたジャワ達が、帝国軍のストームトルーパーにより惨殺されているのを発見する。帝国軍の意図を察したルークは自宅へ急ぐが、そこで目にしたのは襲撃された農場とラーズ夫妻の無残な姿だった。全てを失ったルークは、父親と同じジェダイの騎士になることを決意し、オビ＝ワンに同行することにした。
ルーク一行は、機密データを積んだR2が帝国軍の“お尋ね者”に当たるため、通常のオルデラン行きの定期便ではなく、銀河中のならず者のパイロットたちがたむろするモス・アイズリー宇宙港へと向かった。モス・アイズリーに到着すると航宙船のパイロットを探すために酒場に赴き、密輸業者のハン・ソロとチューバッカに出会う。その後 ソロの宇宙船ミレニアム・ファルコン号を破格の値段（ルーク曰く「船が買える」）に更にオビ＝ワンが上積みした契約で雇う。ファルコン号は帝国軍の兵士達の襲撃に遭うも、なんとかハイパースペースにジャンプし、惑星オルデランへ向かう。その間、ルークはファルコン号の船内でオビ＝ワンからフォースの手ほどきを受けていた。僅かな時間で潜在能力の片鱗を見せ始めるルーク。だが、到着前に惑星オルデランはデス・スターによって既に破壊されており、ファルコン号はデス・スターのトラクタービームにより拿捕されてしまう。
ルークとソロはストームトルーパーに変装し、ファルコン号の船内から脱出して発着場管制室を占拠した。オビ＝ワンはトラクタービームのスイッチを切りに向かい、ルークとソロとチューバッカはレイア姫が処刑寸前であることを知る。当初は用件を知らなかったハン・ソロが救出に強く反対したが、オビ＝ワンへのホログラムを見ていたルークは、レイア姫が反乱同盟軍のリーダーであり、オルデラン王室の要人であることを知っていたため、彼女が「金持ち」であることを特に強調してハン・ソロを何とか説得することに成功した。監房ブロックへと救出に向かったルーク達はレイア姫を発見するが、すぐに乗り込んできた追っ手に出口を塞がれたため、レイアの機転でダスト・シュートからゴミ処理区画へと逃れた。ゴミ処理場ではルークが怪物ダイアノーガに襲われた上、ゴミ圧縮装置が起動したため、危うく潰される寸前であったところを3POとR2に助けられる。何とかファルコン号が置かれている発着場まで辿り着いた4人と3PO、R2。その時、突然 見張りが移動を始めたため、好機とばかりファルコン号に乗り込もうとした瞬間、ベイダーと激しくライトセーバーを交えるオビ＝ワンの姿を見つける。最後のジェダイ騎士と目される2人の実に約20年ぶりとなる決闘は、容易に決着が付くようには見えなかった。だが、ルークに気付いたオビ＝ワンは安堵の笑みを浮かべると、突如、剣の構えを解いた。この機を見逃さなかったベイダーが斬りつけた瞬間、オビ＝ワンは自分の肉体をフォースへと昇華させ消えてしまった。それを見たルークはショックを受けてベイダーとストームトルーパーごと撃ちまくろうとするが、オビ＝ワンの声がルークに「逃げろ」と告げ、ルークはファルコン号に乗り込み、デス・スターから脱出した。
オビ＝ワンの死を悲しむ暇も無く、すぐに追撃してきたTIEファイターを何とか撃退するとファルコン号はハイパースペースにジャンプし、反乱同盟軍の基地があるヤヴィン第4衛星に向かった。同盟軍はすぐにR2に入力されているデス・スターの設計図を調べ、デス・スターの弱点を中央原子炉の排熱口と断定、攻撃計画をスタートさせた。ルークは同盟軍に加わることになり、再会したタトゥイーンの親友ビッグス・ダークライターの推薦もあり、デス・スター攻撃に向かうレッド中隊の一員として長年の憧れであった宇宙戦闘機パイロットに選ばれる（コールサインは「レッド5」）。ビッグスとはタトゥーウィンでスピーダーを乗り回したストリートレーサー仲間であり、新米のルークを心配するレッド中隊長に「故郷タトゥイーンで一番のパイロット」と請け負っている。ルークに戦闘機の操縦経験は無いが、所有していたインコム社製エアスピーダー「T-16 スカイホッパー」が同じメーカーの練習機とも言える機体であったため（反乱軍の戦闘機Xウイングは「インコムT-65」）、操縦技能を認められた。デス・スターからの脱出行を通じて、ルークが兄のように慕うようになりだしていたソロが作戦に参加しないと知り憤るが、レイアは優しく彼を励ました。
デス・スター攻撃作戦が開始され、ルークとR2が搭乗するXウイングは善戦するが、同盟軍は迎撃に出たベイダー専用機TIEアドバンストX1の前に大苦戦する。最後の攻撃部隊となったルーク率いる小隊だが、ウェッジが被弾し離脱、ビッグスが撃墜され、攻撃部隊はルーク1機のみとなってしまう。ベイダー機が次の獲物をルークに定めた瞬間、フォースと一体になったオビ＝ワンの声がルークに届く。
師の教えに従って照準コンピューターを切るとルークは迫る爆撃ポイントに向けて意識を集中させる。その時ルークが発揮した強いフォースは追撃するベイダーを驚愕させる程だった。しかし遂にベイダーはルーク機を照準に捉えた。R2が被弾し、あわや撃墜されるかと思われた時突如ファルコン号が援護に現われる。ソロがベイダーの小隊を蹴散らした次の瞬間フォースの赴くままにルークが放ったプロトン魚雷は直径わずか2mの排熱口に飛び込み、デス・スターは大爆発を起こして宇宙の塵となった。タトゥイーンで友人ビッグス・ダークライターと共にエアスピーダー「T-16 スカイホッパー」を操縦し、そのスタン・ブラスターでベガーズ渓谷の獰猛な獣ワンプ・ラットの狩りに興じるなど既にに飛行機の操縦経験が豊富だったとはいえデス・スターの2mほどしかない排熱口にミサイルを通すという神業をフォースと同化したオビ＝ワン・ケノービとの交感による助言とフォースによる空間認識能力を用いて戦闘機での初陣にして照準機器の補助なしで成功させる武勲を挙げた。
帰還したルークと仲間達はレイア姫から勲章を授与され、同盟軍の英雄として迎えられる。

### エピソード5/帝国の逆襲
デス・スターの破壊から3年が経った。前作の活躍などからルークは一躍反乱同盟軍のヒーローとなっていた。この時点での階級は「中佐（Commander）」であり、前作でのレッド中隊から派生したローグ中隊の飛行隊長を務めていた。また、氷の惑星 ホスを発見して「反乱同盟軍 秘密基地の建設」に尽力している。
デス・スターを破壊された後、帝国軍はすぐさま反撃を開始し、反乱軍は惑星ヤヴィン第4衛星の秘密基地を追われ、氷の惑星ホスに逃げ延びると秘密基地を建設し、そこを新たな拠点としていた。一方、デス・スター攻防戦で辛くも生き残ったベイダーは、デス・スターを破壊したパイロットの名が「スカイウォーカー」であると知るや、銀河中に無数の探査ドロイド「プロボット」を放ち、血眼になってルークを捜索していた。
ある時、基地周辺で多発していた隕石の調査に出たルークは、突如ホスの原住生物ワンパの襲撃を受け昏倒してしまう。ワンパの洞窟にさらわれたルークは危うく喰い殺されるところであったが、フォースの力でワンパを退けると、命からがら洞窟から脱出した。だがホスの極寒の吹雪に巻き込まれ、雪の中で気を失って倒れてしまう。そこに霊体となったオビ＝ワンが現れ、ルークに惑星ダゴバへ向かい、自らの師であるジェダイ・マスター「ヨーダ」からフォースを学ぶよう告げた。捜索に来たソロがルークを発見し、原住生物トーントーンですら耐えられない死の吹雪を即席のシェルターで凌ぐと、翌朝にローグ中隊によって救出され九死に一生を得た。ルークは傷の治療を受け回復したが、ついに帝国軍がホスの同盟軍基地を突き止め、AT-ATウォーカーなどの機械化部隊をもって総攻撃を開始。ルーク率いるローグ中隊は、味方の脱出の時間を稼ぐためスノースピーダーで迎撃に出る。しかし、ルークの後部砲手ダク・ラルターが戦死し、その後さらに被弾したルーク機はついに墜落。地上に降りたルークは単身の肉弾攻撃でAT-ATを1機破壊するも焼け石に水であり、ホスは陥落し、ルークはXウイングでR2-D2と共にホスを脱出した。
ルークはオビ＝ワンの教えに従い、同盟軍艦隊には合流せずに沼とジャングルに覆われた謎の惑星ダゴバへと向かう。そこで出会ったヨーダに当初は面食らうものの、オビ＝ワンの助言もあり、ルークは遅巻きながらジェダイの本格的な修行を始めようとする。フォースの強さだけでなく、気の短い性格も父から受け継いでいたルークは、父の話をしながら知らんぷりをするヨーダに幾度と無く憤るが、ヨーダがフォースと一体化しているオビ＝ワンと話し合うのを目の当たりにしたルークは、ヨーダを偉大なるジェダイ・マスターと認め、修行に打ち込むようになる。しかし、修行によって強力になったフォースの力が、ルークにソロやレイアの未来の危機を予知させたことによって、ルークは二人の救出を決意。ヨーダとオビ＝ワンの制止を振り切り、修行半ばでダゴバを後にすると、レイア達がいる雲の惑星ベスピンのクラウド・シティに向かう。その様子を見たヨーダは「我慢のない子だ」と嘆息した。ヨーダには、天賦の才能故に聞く耳を持たず、ジェダイの道を踏み外したベイダーと同じ危うさが、その姿に重なって見えたのである。
クラウド・シティではベイダーが待ち伏せており、ヨーダの懸念通りルークはベイダーとの一騎討ちに敗れライトセーバーを持った自身の右手を切り落とされてしまう。クラウド・シティの排気シャフト内に架かる連絡橋に追い詰められ、さらにジェダイを裏切って皆殺しにしたオビ＝ワンの弟子であり父の仇であるはずのベイダーから「わしがお前の父だ（I am your father.）」という衝撃の事実を聞いたルークは絶望のあまり「嘘だ!」と絶叫する。必死に自身の父はベイダーであることを否定するルークだったがベイダーのフォースは無情にもそれが事実だと告げていた。ベイダーは「お前なら皇帝（ダース・シディアス）をも倒せる。仲間になれ、さすれば銀河系を父と子で共に支配することができる。」とルークをフォースの暗黒面（ダークサイド）に誘惑するがこれまで信じてきた全てを打ち砕かれ、絶望に支配されたルークには自ら死を選ぶ道しか残されていなかった。自決するよう排気シャフトに身を投げたルークは偶然にもクラウド・シティの最下層のアンテナに引っかかり、落っこちそうな自身の危機をレイアがフォースで遠くから感じ取ったことから駆け付けたミレニアム・ファルコン号に転落寸前で救出してもらった。なおもベイダーはルークを捕らえるべくハイパードライブ故障中のファルコン号を拿捕・制圧する準備を進めていたが間一髪R2の機転によってハイパードライブが回復したファルコン号はハイパースペースにジャンプし、ルークは再び同盟軍に合流を果たした。切られた右手首に機械の義手を装着したルークは賞金稼ぎのボバ・フェットによって悪名高いジャバ・ザ・ハットのもとに連れ去られたハン・ソロ救出に向かうランド・カルリジアンとチューバッカを、残ったレイアと共に見送った。

### エピソード6/ジェダイの帰還
惑星ベスピンのクラウド・シティにてシスの暗黒卿ダース・ベイダーに敗れ、絶望に沈んだ日から約1年ほどが過ぎた。修行半ばでダース・ベイダーに苦戦を強いられた己の未熟さを痛感したルークは、この間に単身で故郷の惑星タトゥイーンに戻り、かつてのベン（オビ＝ワン）・ケノービの隠れ家に篭り、自身の新たなライトセーバーの製作と、過酷なジェダイの修行に励んでいた。しかし、未ださらわれた親友ハン・ソロは取り返せないでいた。先にジャバ・ザ・ハットの本拠地に用心棒として潜入していたランド・カルリジアンに続き、交渉に赴いた相棒のC-3POとR2-D2、チューバッカを囮に賞金稼ぎに扮したレイア・オーガナからも連絡が途絶えたため、数週間後ついにルークは単身でジャバが支配する砂漠の宮殿に乗り込んだ。そこでは目を疑うような光景があった。レイアはジャバに奴隷として捕らわれていた。
過酷な修行を積み、高貴なジェダイとしての実力と威厳を備えたルークは、悪名高い宇宙マフィアの親玉であるジャバに対しても臆することなく交渉を進めていくが、ジャバも余裕の姿勢を崩さない。ジェダイのマインドトリック（心理操作）は、ハット族には通用しなかったのだ。一瞬の隙を突いて強硬手段に出たルークだったが、ジャバの方が一枚上手だった。罠にかかり、床下に突き落とされたルークは、そこでジャバのペットである巨大モンスター、ランコアに襲われる。ライトセーバーを持たず、あわや喰われる寸前だったルークだが、咄嗟の機転で怪物を仕留め、窮地を脱出する。だが、一息つく間も無くジャバに捕まったルークは、ソロとチューバッカともども、翌日の処刑を宣告される。それは砂漠に潜む怪物サルラックの穴に放り込まれ捕食された後、1000年続くという消化の苦しみを味わうというものであった。
翌朝、砂漠の巨大遊覧ヨット「セール・バージ」で処刑場であるサルラックの巣に繰り出すジャバ一行。炭素冷凍状態からの解凍から間もないせいか、いつもの威勢の良さも無く悪運もここまでと開き直るソロに対し、必ず助けると請け負うルーク。ソロは1年間、仮死状態で炭素冷凍されていたため意識がもうろうとしていて、ルークと会うのはホス脱出の前に言葉を交わした時以来だった。
いよいよ処刑の開始が宣言される中、事ここに及んでルークはジェダイの流儀にのっとり、ジャバに降伏を勧告した。この状況下では当然聞き入れられるはずもなく、サルラックの巣上の渡し板に乗せられるルーク。だが突き落とされる瞬間、華麗に身を翻すと、R2-D2に隠し持たせていた自身の新たなライトセーバーを受け取り、反撃を開始する。大混乱に陥るジャバのセール・バージ。ジェダイの騎士へと成長したルークを止められる者は無く、次々とジャバの手下をサルラックの餌食にしていく。ジャバの用心棒たちを次々に倒すルークの実力を目の当たりにし、この短期間でのジェダイの騎士としての成長ぶりに、ソロは驚かされる。その最中、ジャバはレイアの反撃で息の根を止められていた。ルーク達が脱出した瞬間、セール・バージは大爆発し、銀河に名を響かせたジャバのマフィア一派をほぼ一人で壊滅させたことでルークのその実力は誰からも認められるようになった。
その後ルークはかつてジェダイの修行を途中で切り上げてしまった惑星ダゴバのヨーダの下を訪れ、約束していた修行の再開を請うが、偉大なるジェダイ・マスターは老衰の身であった。ルークはヨーダにジェダイの修行の完成を申し出るもジェダイとして技術的なことはタトゥイーンですべて学び終え習得しており、もはや自分が教えることは何も無いとその成長を認められる。だが、真の意味でジェダイの騎士になるには、最後の試練として、実の父親であるダース・ベイダーとの対決は不可避であることも告げられる。それを告げると、ヨーダは死の間際にオビ＝ワンと同じく肉体を捨て、フォースと一体となった。実の父であるベイダーは殺せないと悩むルークの前にオビ＝ワンの霊体が現われ、もはやベイダーは悪の機械であり、救う術は無いと告げる。同時に、ルークとレイアが実の兄妹であり、妹を守るようにと告げられる。ルークは重い事実に苦悩するが、1年前クラウド・シティでの対決時に敗れたルークを殺さず、手を差し伸べて自分の下に来いと言ったベイダーの事を思い返し、父にはまだ善の心が残っているのではないかという希望を持ち、彼を暗黒面から救う決意をする。
第2デス・スター破壊のため作戦行動中の反乱同盟軍に合流したルークは、レイアに兄妹である事、そして自分達の父親がベイダーであることを告げると、単身帝国軍の捕虜になり、ベイダーの説得を試みる。だがベイダーは、息子が作り上げた新たなライトセイバーを手にして、その出来栄えを素直に称賛しながらも、もはや全てが手遅れであり、皇帝には逆らえないと答えるのみであった。ルークはベイダーによって銀河皇帝ダース・シディアスの謁見室に連れて行かれる。ルークは、これから滅ぶ同盟軍を捨て、強大なパワーを持つ暗黒面のフォースを学べと皇帝から誘惑を受ける。それはかつてアナキン・スカイウォーカーに道を踏み外させた言葉そのものであったが、ルークは静かに拒否する。だが、今回の同盟軍によるデス・スター攻略作戦、そのきっかけとなったデス・スターの弱点の漏洩が全て、反乱軍を一掃せんと皇帝が仕掛けた罠であると聞かされ、さしものルークも大きく動揺する。
ついに反乱同盟軍の総攻撃が開始された。だが皇帝の予見通り、罠にかかった同盟軍は苦境に陥る。仲間の危機を察知し、暗黒面の源である怒りに震えながらも必死に耐えるルークだったが、皇帝の「自分を討ち取れば全てが終わる」という挑発に負け、ついにライトセーバーを手に取り皇帝に襲いかかる。すかさずベイダーも剣を抜き再び父子の決闘が始まるが、ルークは戦いの最中においてもなおベイダーの説得を試みる。しかし妹レイアを弟子にしようとする言葉にルークは怒りにまかせた凄まじい爆発力を見せベイダーを圧倒、ついにはベイダーの右手を切り落して勝利した。ルークは湧き上る怒りと憎しみによって暗黒面に取りこまれつつあり、その状態を好機と見た皇帝はベイダーにとどめを刺して父に代わって皇帝の弟子になるようフォースの暗黒面へと誘い込もうとする。だが斬り落とした父の腕が自分と同じ機械の義手であったのを見た瞬間ルークは自らの精神が暗黒面に入りかけている事、否定していた父と自分がいかに似た存在であるのか、そして父もまた悲しい運命の犠牲者であった事に気付きジェダイの騎士として落ち着きを取り戻していく。
ルークは強靭な意志で自分の中に沸きあがろうとした暗黒面の感情を克服すると自ら自身のライトセーバーを投げ捨て「僕は暗黒面には入らない（I'll never join the dark side.）」と皇帝の甘言を拒絶し、「僕はジェダイだ。かつて父がそうだったように…(I'm a jedi. Like my father before me.)」との言葉を突き付ける。暗黒面に引き込めないルークは脅威以外の何者でもないと皇帝はルークにフォース・ライトニングを浴びせかける。なす術も無く皇帝から攻撃を受けルークは見る見る衰弱していくが、その最中も父であるベイダーの良心に必死に呼びかけ続け遂にベイダーの善の心を呼び戻す事に成功する。ベイダーは息子を守るために捨て身の覚悟で皇帝を抱え上げるとデス・スターの反応炉に続く中央動力ケーブル坑に投げ落とし、遂に皇帝を葬り去った。「クローン戦争」以来続いた銀河大戦はこれによって終止符が打たれ、ベイダーはフォースの暗黒面に囚われた「シスの暗黒卿」から「ジェダイの騎士」へと帰還した。だがベイダーの身体は皇帝が最後の抵抗に放った電撃で瀕死の重傷を負っていた。ルークは父の願いでベイダーの黒いマスクを外して父の素顔を見ると共に自身が間違っていたことをレイアへも告げるように頼まれ、満ち足りた穏やかな表情で息を引き取る父を看取った。ルークはベイダーの亡骸とと共にインペリアル・シャトルで崩壊するデス・スターから脱出した。
同盟軍の決死の攻撃によりデス・スターは破壊され、銀河系の各地は歓喜の叫びに包まれていた。緑の衛星エンドアにおいて同盟軍が勝利を祝う中、ルークはただ一人父の亡骸をその身に纏うベイダーの仮面や鎧と共に荼毘に付す。悲しみに包まれつつも勝利の祝賀会に姿を見せたルークは無事だった仲間達、そしてオビ＝ワン、ヨーダの霊体、加えて同じく今や聖なるジェダイの霊体となった父アナキンとも再会し、遂に迎えた平和を共に喜び心安らがせた。

### マンダロリアン
惑星タイソンでグローグーが行った呼びかけに応じて、愛機のXウィング・レッド5でモフ・ギデオンのクルーザーに乗り込む。船内のダーク・トルーパーを一掃し、管制室で追い詰められていたマンダロリアン(ディン＝ジャリン)とグローグー一行を救出すると、グローグーにはフォースの訓練が必要だとディンに告げる。2人の別れを見届けるとルークはグローグーを連れ、その場を去る。

### エピソード7/フォースの覚醒
帝国軍の壊滅後に12人の新たなジェダイ候補生を育てていたが、カイロ・レンの裏切りによりその全てが水泡に帰す結果となり、自責の念から姿を晦ませたとされている。また何らかの目的でジェダイ最古の寺院を探す旅に出たとも言われている。
帝国軍の残党が結成した軍事組織ファースト・オーダーには帝国が滅びる最大の要因を作った“最後のジェダイ”として命を狙われ、妹のレイアが率いる私設軍隊レジスタンスには銀河唯一の希望として発見が切望されており、その行方が作品の手がかりとなっている。
また、このシリーズの新たな主役であるレイが劇中にルークのライトセーバーに触れフラッシュバックを体感する際にルーク・スカイウォーカーの声が挿入されている。

### エピソード8/最後のジェダイ
ジェダイの遺跡で隠遁生活を送っていたがレイに発見される。当初はジェダイの寂滅を受け入れ、修行を求めるレイを拒絶していたがレンと感応し合うレイに潜む強力なフォースと資質を認めてレイへのアドバイスを了解した。
そこでレイにフォースのなんたるかを説き、かつて自分がレンの暗殺に失敗しジェダイ・オーダー復活に挫折した経緯を語り、ジェダイの傲慢と誤ちを認めてジェダイを滅ぼすべきと訴える。しかしレイが暗黒面を受け入れる予兆を見せたことに慄き、指導を打ち切る。
やがてレイはレンを説得することを決意して自力で暗黒面を克服し遺跡を去るが、残されたルークの前にマスター・ヨーダが現れる。ヨーダは迷うルークに古いしがらみを断ち切るべきであること、自らが新しい者に克服されることがマスターの最大の使命であると説く。
レイアら反乱軍最後の残党が逃げ込んだ基地がレンの率いる部隊に制圧されようという瀬戸際にルークはレイアらの前に現れ、単身ファースト・オーダーの部隊の前に立ちはだかる。レンは部隊に一斉砲撃を命ずるがそれを受けてもルークはものともせず立っていた。それを見たレンはルークとの1対1の対決に臨む。
ルークは自分を倒してもジェダイは滅びないこと、自分がハン・ソロと共にレンの中に生き続けることを説く。やがてレンのライトセーバーを甘受するがそれは実体ではなく、ルークが遥か遠く遺跡から放っていた幻影だった。かくしてレイアらの脱出の時間を稼ぐために全ての力を使い果たし疲弊したルークはかつての師・オビ=ワンと同様にその命が尽きるとともに実体を消した。

### エピソード9/スカイウォーカーの夜明け
カイロとの激戦の後、パルパティーンの孫として自身が暗黒面に堕ちることを恐れたレイは生前のルークと同じように惑星オク＝トに身を沈めようとした。カイロの戦闘機TIEウィスパーを燃やし、自身のライトセーバーまでもその炎の中に投げ込もうとしたレイの前に霊体となったルークが現れる。
彼はレイに対し自身のライトセーバーと、そして亡きレイアが使っていたライトセーバーの二つを携えてパルパティーンを倒すように諭す。またルークは生前、自分がオク＝トに来るのに使用して海底に隠してあったXウィング・レッド5をフォースの力で引き上げてレイに提供する。
その後パルパティーンに力を吸い取られ弱っているレイにルークは過去のジェダイと共にレイに話しかけて力を貸す。そしてレイは立ち上がり、スカイウォーカー兄妹のライトセーバーでパルパティーンの攻撃を跳ね返し何十年も銀河を脅かしてきたシス卿を見事倒すことに成功する。
そしてレイはかつてルークがジェダイになる前に育った場所であるラーズ夫妻の住居跡を訪れ、そこにスカイウォーカー兄妹のライトセーバーをフォースの力で埋める。通りがかりの老婆に名を聞かれたレイはルークとレイアの霊体が見守る中、自身を「レイ・スカイウォーカー」と名乗るのであった。

## 配役
- マーク・ハミル

『エピソード4～9』、『ホリデースペシャル』、『フォース・オブ・デスティニー』、『マンダロリアン』、『リビルド・ザ・ギャラクシー』
- エイダン・バートン

『エピソード3』
- グラント・フィーリー

『オビ＝ワン・ケノービ』
- マックス・ロイド＝ジョーンズ

『マンダロリアン』（ボディダブル）

### 日本語吹き替え
- 神谷明

『エピソード4』（レコード版）
- 奥田瑛二

『エピソード4～5』（劇場公開版）
- 渡辺徹

『エピソード4』（日本テレビ1983年版）
- 水島裕

『エピソード4』（日本テレビ1985年版）、『エピソード5～6』（日本テレビ版）
- 塩沢兼人

『エピソード5』（テレビ朝日版）
- 島田敏

『エピソード4〜6』（ソフト版）、『ダース・ベイダー降臨』、『レゴ エンパイア・ストライクス・アウト』、『エピソード7〜9』、『レゴ フォースの覚醒』、『恐怖のハロウィーン』、『レゴ スカイウォーカー・サーガ』、『リビルド・ザ・ギャラクシー』
- 飛田展男

『ギャラクティック・バトルグラウンド』、『スコードロン II』
- 石田彰

『エピソード4 特別篇』（日本テレビ版）、『ローグ スコードロン III』
- 浪川大輔

『ロボット・チキン』
- 成瀬誠

『ヨーダ・クロニクル』、『ドロイド・テイルズ』、『フィニアスとファーブ/スターウォーズ大作戦』
- 鈴木裕斗

『フリーメーカーの冒険』、『フォース・オブ・デスティニー』、『ホリデー・スペシャル』、『恐怖のハロウィーン』、『サマー・バケーション』
- 佐藤拓也

『バトルフロントII』
- 須田祐介

『マンダロリアン』、『ボバ・フェット/The Book of Boba Fett』
- 古谷徹

『The Making of STAR WARS』（1977年） 日本放送版